# Michael Nikolajewitsch Skatkin

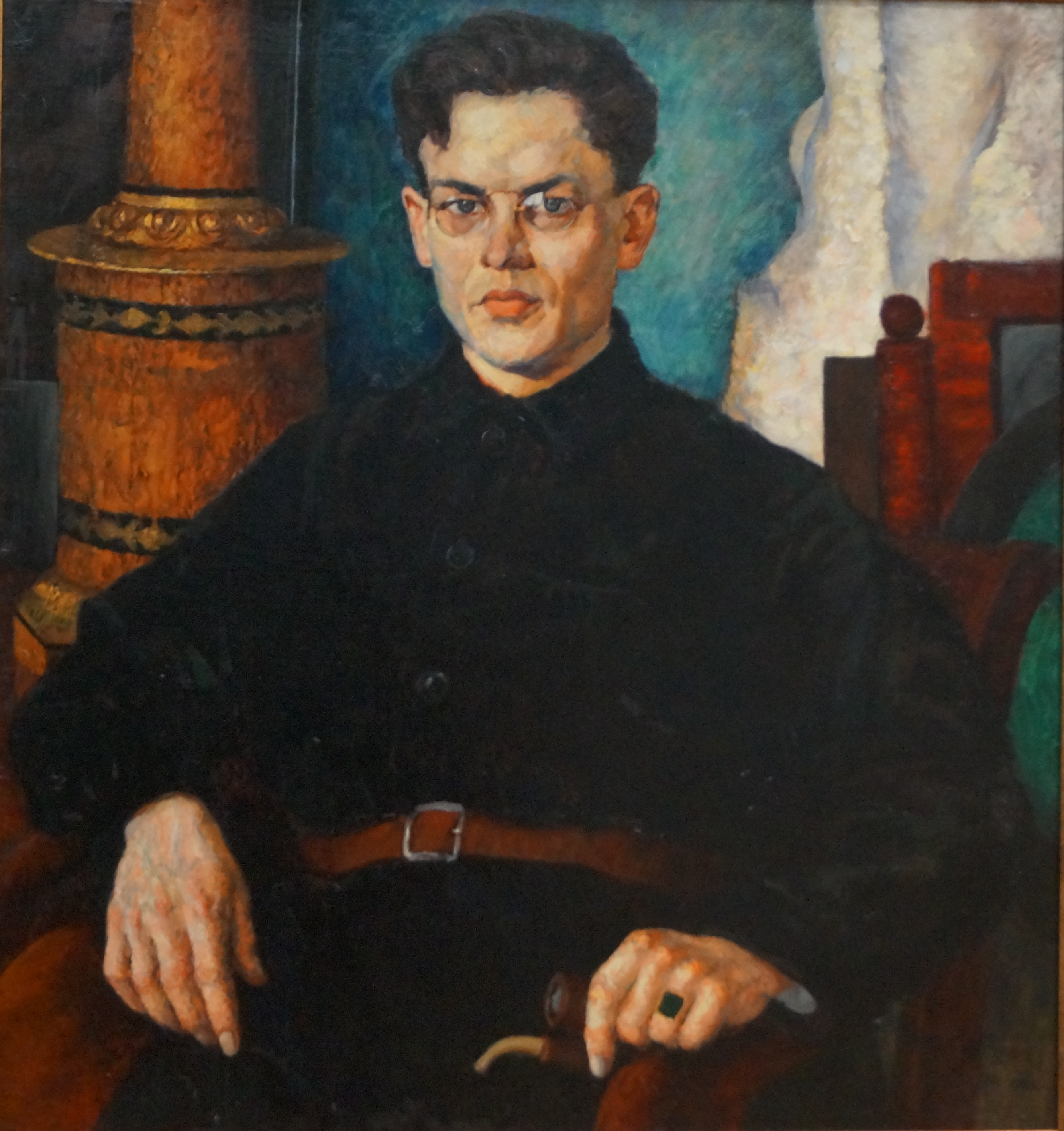
Nikolai Iwanowitsch Skatkin um 1922 auf einem Porträt von Ilja Iwanowitsch Maschkow in der Tretjakow-Galerie für moderne Kunst, Moskau

Michael Nikolajewitsch Skatkin (* 29. Julijul. / 11. August 1900greg. in Koslowo bei Konakowo in der damaligen Oblast Kalinin) war ein sowjetischer Pädagoge, korrespondierendes Mitglied der Akademie der Pädagogischen Wissenschaften der Russischen Sozialistischen Föderativen Sowjetrepublik (RSFSR) (1950) und der Sowjetunion (UdSSR) (1968). Er wurde 1970 zum Doktor der pädagogischen Wissenschaften promoviert und 1970 zum Professor ernannt.
In den 1920er-Jahren arbeitete Skatkin bei der ersten Versuchsstation des Volkskommissariats für Bildung der RSFSR, wo er 1925 auch pädagogische Kurse absolvierte. In den 1930er-Jahren betrieb er wissenschaftliche Forschung und arbeitete in der Lehrerausbildung an pädagogischen Instituten in Moskau. Ab 1945 arbeitete er an Instituten der Akademie der Pädagogischen Wissenschaften der RSFSR und Anfang 1968 an Instituten der Akademie der Pädagogischen Wissenschaften der UdSSR.
Skatkins Hauptwerke befassen sich mit pädagogischen Methoden, Didaktik und den Inhalt und den Methoden der polytechnischen Bildung. Er schrieb auch naturwissenschaftliche Lehrbücher für die ersten Klassen der Sekundarschule. Skatkin bekam den Leninorden, zwei weiteren Orden und mehrere Medaillen, darunter 1954 die K. D. Uschinski Medaille verliehen.